# Anton Salétros
Anton Salétros (phát âm tiếng Hungary: [ˈʃɒleːtroʃ]; sinh ngày 12 tháng 4 năm 1996) là một cầu thủ bóng đá người Thụy Điển thi đấu ở vị trí tiền vệ cho AIK. Bố của anh sinh ra ở Hungary.

## Thống kê câu lạc bộ
Tính đến 11 tháng 1 năm 2018
| Mùa giải            | Câu lạc bộ          | Hạng đấu            | Giải vô địch | Giải vô địch | Cúp     | Cúp       | Châu Âu | Châu Âu   | Tổng cộng | Tổng cộng |
| Mùa giải            | Câu lạc bộ          | Hạng đấu            | Số trận      | Bàn thắng    | Số trận | Bàn thắng | Số trận | Bàn thắng | Số trận   | Bàn thắng |
| ------------------- | ------------------- | ------------------- | ------------ | ------------ | ------- | --------- | ------- | --------- | --------- | --------- |
| 2013                | AIK                 | Allsvenskan         | 1            | 0            | —       | —         | —       | —         | 1         | 0         |
| 2014                | AIK                 | Allsvenskan         | 15           | 0            | 1       | 0         | 4       | 0         | 20        | 0         |
| 2015                | AIK                 | Allsvenskan         | 20           | 0            | 2       | 1         | 4       | 0         | 26        | 1         |
| 2016                | AIK                 | Allsvenskan         | 19           | 1            | 4       | 0         | 5       | 0         | 28        | 1         |
| 2017                | AIK                 | Allsvenskan         | 10           | 0            | 0       | 0         | 5       | 0         | 15        | 0         |
| 2017-18             | Újpest (mượn)       | Nemzeti Bajnokság I | 5            | 0            | 0       | 0         | —       | —         | 5         | 0         |
| Tổng cộng sự nghiệp | Tổng cộng sự nghiệp | Tổng cộng sự nghiệp | 70           | 1            | 7       | 1         | 18      | 0         | 95        | 2         |

## Danh hiệu

### Quốc gia
U-17 Thụy Điển
- Giải vô địch bóng đá U-17 thế giới 2013: Hạng ba